# Estanislao Aranzadi
Estanislao Aranzadi Izcue (7 de mayo de 1841, Estella, Navarra; 16 de septiembre de 1918, Oñate, Guipúzcoa) fue un político español de Navarra. Fue abogado, decano del Ilustre Colegio de Abogados de Pamplona y fundador y presidente de la Asociación Euskara de Navarra.
Fue un político regional conocido por ser férreo defensor de la cultura euscaldún en Navarra. Su hijo Manuel Aranzadi fue político y abogado. Estanislao Aranzadi falleció el 16 de septiembre de 1918 en la localidad guipuzcoana de Oñate, cuando asistía al Primer Congreso de Estudios Vascos.